# Diachrysia chrysitis
Diachrysia chrysitis je vrsta noćnog leptira (moljca) iz porodice sovica (Noctuidae). Pripada potporodici Plusiinae, sa čijim pripadnicima deli larvene karaktere. Vrstu je prvi put opisao Karl Line 1758. godine. Rasprotranjena je u Evropi i Istočnoj Aziji.

## Ekologija vrste
ima do tri (najčešće jedna poptpuna i druga parcijalna) generacije godišnje, u zavisnosti od geografskog područja, a adulti su u letu od juna do septembra. Stadijum koji prezimljava je gusenica, i to u ranijim larvalnim stupnjevima. Hrani se polifagno na zeljastim biljkama, poput koprive (Urtica dioica) ali i mnogim usnaticama (Lamiaceae). Iako nema posebnim zahteva po pitanju staništa, to su najčešće vlažna područja sa obiljem zeljaste vegetacije, područja pored reka i potoka, urbana i suburbana staništa poput bašti, gde se često hrane lišćem začinskog bilja. 

## Opis
Jaja su spljoštena, bela i sa mnogobrojnim usecima. Mlade gusenice nalikuju na skoro sve gusenice iz potporodice Plusiinae koje nedvosmisleno odvaja redukcija lažnih nožica, te su prisutna dva abdominalna para na petom i šestom abdominalnom segmentu i jedan par na analnom segmentu. Integument je blago proziran, svetlo zelen i sa sporadičnim setama uočljivim na kontrastnoj podlozi. Lateralna linija deli dorzum i ventrum, neisprekidana je bila. Ventrum je posut sitnim belim papilama, a na dorzumu se kod starijih gusenica formiraju bele fine markacije koje se pružaju blago dijagonalno i  koje integumentu daju lep obrazac. Gusenice odaje feces koji ostaje na listovima hraniteljke, s obzirom na to da su dobro uklopljene u zelenilo. Glavena kapsula je svetlo zelena, i spljoštena. Telo se širi prema kaudalnom delu i daje oblik karakterističan za mnoge sovice. Kreću se poput zemljomerki zbog redukcije ekstremiteta, a na uznemiravanje reaguju upozaravajućim podizanjem tela od podloge. Adulti imaju raspon krila do 35mm, a prednja krila su smeđe zelena sa izraženim metalik poljima, što je i inspirasalo tradicionalni naziv na engleskom govornom području: burnished brass (uglačani mesing). Metalik polja su zajednička za nekoliko pripadnika roda što otežava identifikaciju. Postoji i nekokoliko opisanih aberacija, poput ab. aurea, sa izrazito zlatnim poljima.

## Galerija
- gusenica
- gusenica